# Diexim Expresso
Diexim Expresso Aviaçao (opera com a Diexim Expresso) és una aerolínia amb base a Luanda, Angola. Opera serveis regulars que uneixen els principals pobles i ciutats a Angola, així com els vols VIP i serveis xàrter dins d'Angola i a Namíbia. La seva base principal és l'Aeroport Internacional Quatro de Fevereiro a Luanda. Està inclosa en la llista negra de companyies aèries de la Unió Europea.

## Història
L'aerolínia es va fundar en 2003 i pertany totalment al Grupo BD-Bartolomeu Dias.
El 14 de novembre de 2008, Diexim Expresso fou afegida a la llista negra de companyies aèries de la Unió Europea per raons de seguretat.

## Destinacions
Diexim Expresso serveix les següents destinacions (novembre de 2009):
| [Base] | Base |

| Ciutat   | País   | IATA | ICAO | Aeroport                                          |
| -------- | ------ | ---- | ---- | ------------------------------------------------- |
| Benguela | Angola | BUG  | FNBG | Aeroport de Benguela                              |
| Huambo   | Angola | NOV  | FNHU | Aeroport Albano Machado                           |
| Luanda   | Angola | LAD  | FNLU | Aeroport Internacional Quatro de Fevereiro [Base] |
| Lubango  | Angola | SDD  | FNUB | Aeroport de Lubango                               |
| Soyo     | Angola | SZA  | FNSO | Aeroport de Soyo                                  |

## Flota
La flota de Diexim Expresso inclou els següents aparells (abril de 2012):